# Zmizení Charlene Downesové
Zmizení Charlene Downesové (25. března 1989) je událost, k níž došlo v roce 2003.

## Pozadí případu
Charlene Downes se narodila Robertovi a Karen Downesovým. Měla dvě sestry a jednoho bratra. Rodina žila v Buchanan Street v Blackpoolu. V roce 1999 se rodina přestěhovala z Blackpoolu do West Midlands. Charlene zde navštěvovala školu St. George's School. Byla popisována jako veselá a milá dívka.

## Zmizení a vyšetřování
Charlene Downesová zmizela dne 1. listopadu 2003, když jí bylo třináct let. Toho dne velmi brzy ráno řekla Charlene matce, že jde za svými kamarády na Blackpool's Central Promenade. Od té doby byla nezvěstná. Naposledy byla viděna v centru města, kde se nachází restaurace s rychlým občerstvením. Policie věřila, že se stala obětí sexuálního násilí na dětech. Policie nejprve vyslýchala 3 000 lidí a zjistila, že Charlene byla obětí vykořisťování.
V roce 2007 byli před soud postaveni dva muži obvinění z její vraždy. Policie se domnívala, že Charlene byla zabita Iyadem Albattikhinim a dalším starším mužem z Jordánska, majiteli rychlého občerstvení Funny Boyz, jež se nacházelo v Blackpoolu. Porota však nedokázala dospět k dostatku důkazů a tak byla obžaloba stáhnuta.
Dne 1. srpna 2017 policie zatkla 51letého muže z Prestonu, který v době zmizení Charlene žil v Blackpoolu, pro podezření z její vraždy. O dva dny později byl propuštěn.